# Slovenske Konjice
Slovenske Konjice là một khu tự quản của Slovenia. Slovenske Konjice có diện tích 97,8  km², dân số là 13.612 người (năm).